# Alvaredo
Alvaredo é uma povoação portuguesa sede da Freguesia de Alvaredo do Município de Melgaço, freguesia com 4,48 km² de área e 492 habitantes (censo de 2021), tendo, por isso, uma densidade populacional de 109,8 hab./km².

## Toponímia
O seu topónimo provém do nome de uma casta de uvas, chamada Alvarelhão, existente nos seus férteis campos.

## Demografia
A população registada nos censos foi:
| Distribuição da População por Grupos Etários | Distribuição da População por Grupos Etários | Distribuição da População por Grupos Etários | Distribuição da População por Grupos Etários | Distribuição da População por Grupos Etários |
| -------------------------------------------- | -------------------------------------------- | -------------------------------------------- | -------------------------------------------- | -------------------------------------------- |
| Ano                                          | 0-14 Anos                                    | 15-24 Anos                                   | 25-64 Anos                                   | > 65 Anos                                    |
| 2001                                         | 52                                           | 74                                           | 290                                          | 198                                          |
| 2011                                         | 40                                           | 38                                           | 270                                          | 180                                          |
| 2021                                         | 40                                           | 28                                           | 221                                          | 203                                          |

## Localização
Confina com Paderne, a este, Penso, a sudoeste, e o rio Minho, a norte, fazendo ainda fronteira com a Galiza, na outra margem do rio.
Além da sede, na freguesia existem os lugares de Bouças, Ferreiras, Fonte, Maninho e Padreiro.

## História
A freguesia de Alvaredo vem referida em documentos do século XII, os quais revelam que a 13 de Abril de 1118, D. Onega Fernandes, sendo viúva e tendo hábito de religiosa, doou a D. Afonso, bispo da diocese de Tui, a quarta parte da igreja local, sendo então denominada a povoação por S. Martinho de Valadares. Ainda no século XII, a localidade, para além de também ser uma povoação agrícola, era terra de senhores, existindo na sua povoação duas torres, pertencentes aos Marqueses de Tenorio, vários solares, sendo o mais conhecido o Solar dos Marinhos, propriedade da família de D. Froyão, um fidalgo italiano, que veio parar aquelas terras com o Conde D. Mendo com o intuito de ajudar a expulsar os mouros, assim como outros condes e duques que ali habitavam, provenientes de Andaluzia e da Galiza.
Durante a Reconquista, o seu domínio passou a pertencer a Soeiro Aires, um dos cavaleiros favorecidos com carta de couto da povoação de S. Vicente, concedida por D. Afonso Henriques, para em contrapartida, ficar responsável pela defesa do território contra possíveis invasões do outro lado do rio Minho.
A 25 de fevereiro de 1312, D. Dinis anexou a Melgaço toda a terra de Valadares, mediante a renda anual de 300 libras em trocas dos direitos reais que ficavam a reverter para o concelho. Os moradores reclamaram ao rei e este voltou a conceder-lhes autonomia, sendo-lhes dada carta de foral, em Lisboa, a 1 de Julho de 1317, e o Foral Novo de D. Manuel I, a 1 de Junho de 1512.
Foi curato do couto de São Fins, da companhia de Jesus, e, mais tarde, da Universidade de Coimbra, passando, finalmente, a reitoria independente.
Em 1855, o antigo concelho de Valadares foi extinto e as suas localidades agregadas a Monção e Melgaço. Alvaredo tornou então a fazer parte do concelho (atual município) de Melgaço, passado por decreto a 24 de Outubro desse mesmo ano até aos dias de hoje.
Actualmente, por desfrutar de uma terra ricamente irrigada pelo rio Minho, a freguesia concentra algumas das mais ricas produções vinícolas e agrícolas do concelho.

## Pontos de Interesse
- Igreja Paroquial ou Igreja de São Martinho
- Alto de São João
- Capela de São João Baptista
- Capela de São Brás ou da Quinta da Carvalheira
- Adega Quintas de Melgaço
- Adega Quinta do Regueiro Alvarinho
- Adega Quinta de Soalheiro Alvarinho
- Margens de Rio Minho
- Pesqueiras
- Monte do Barbeito

## Galeria

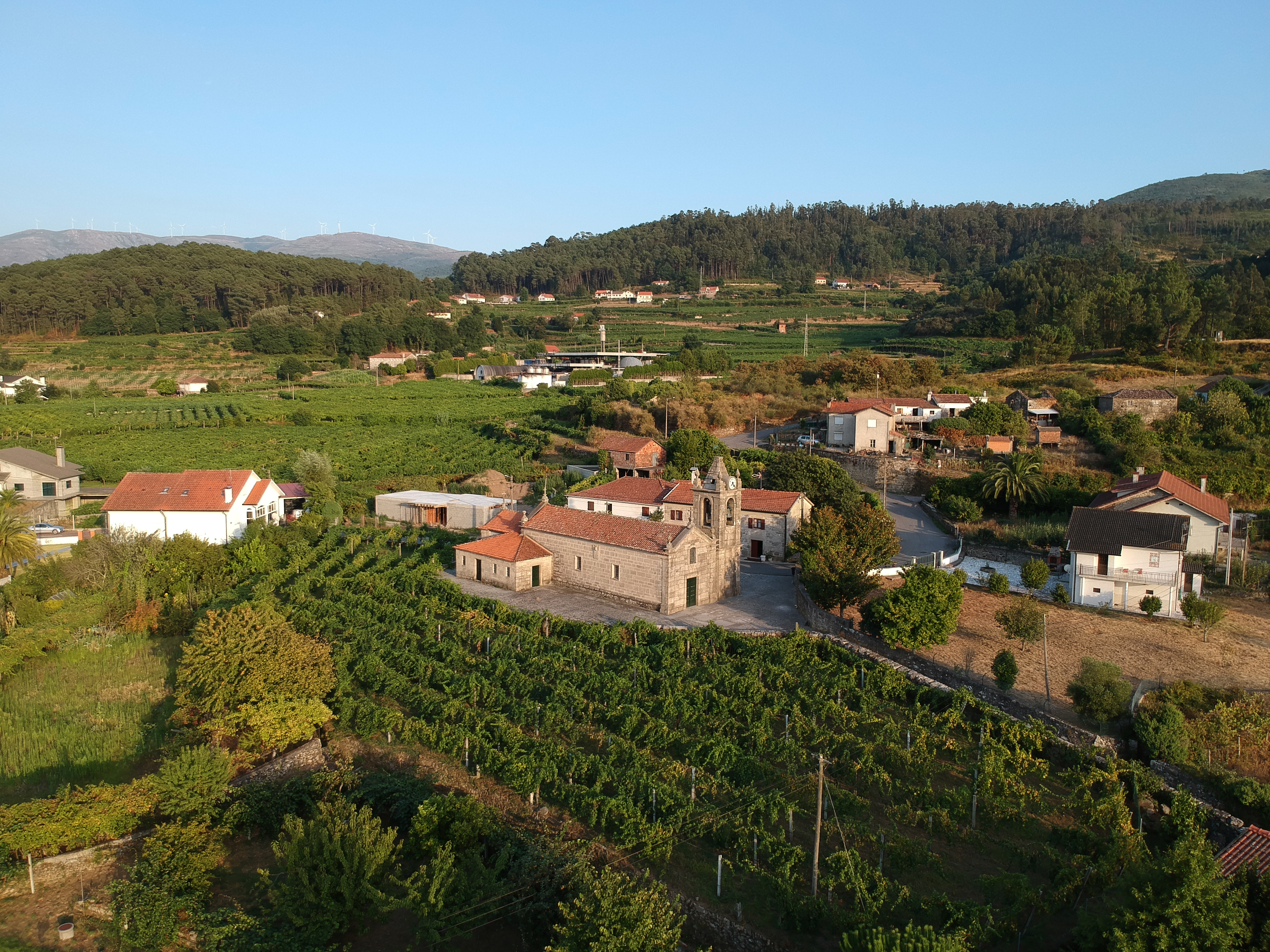
Igreja e Centro de Alvaredo
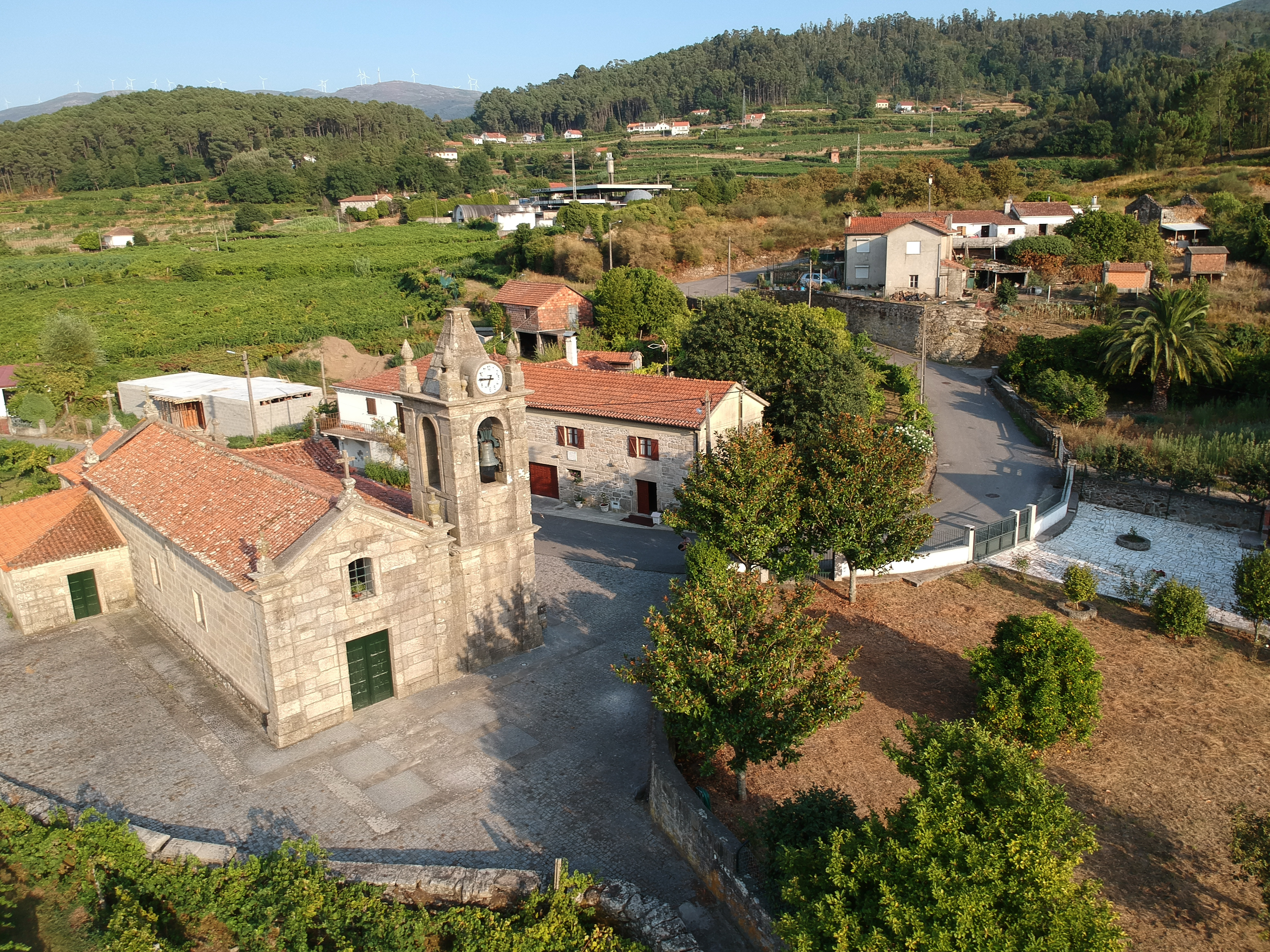
Igreja e Centro de Alvaredo
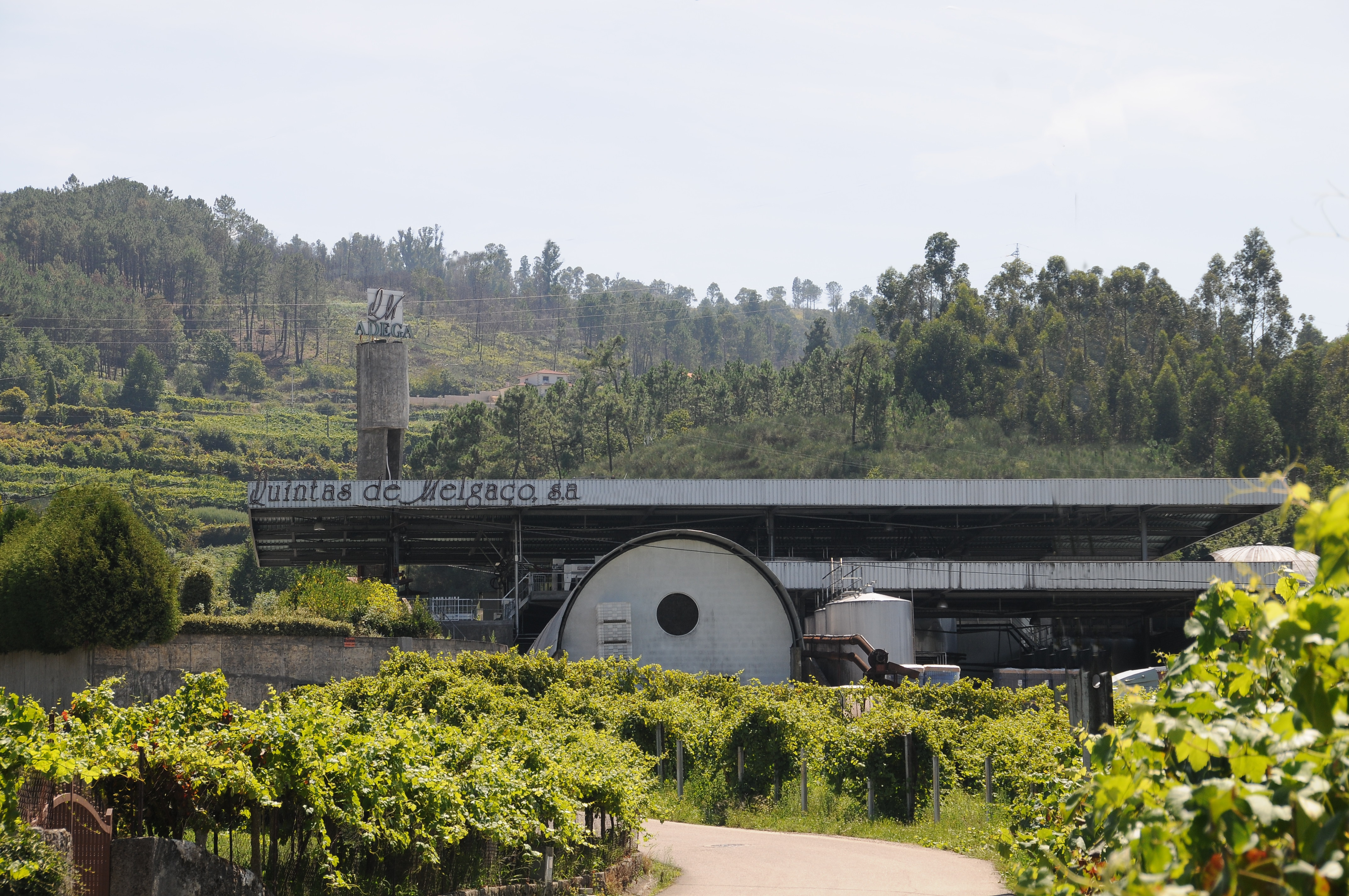
Quintas de Melgaço
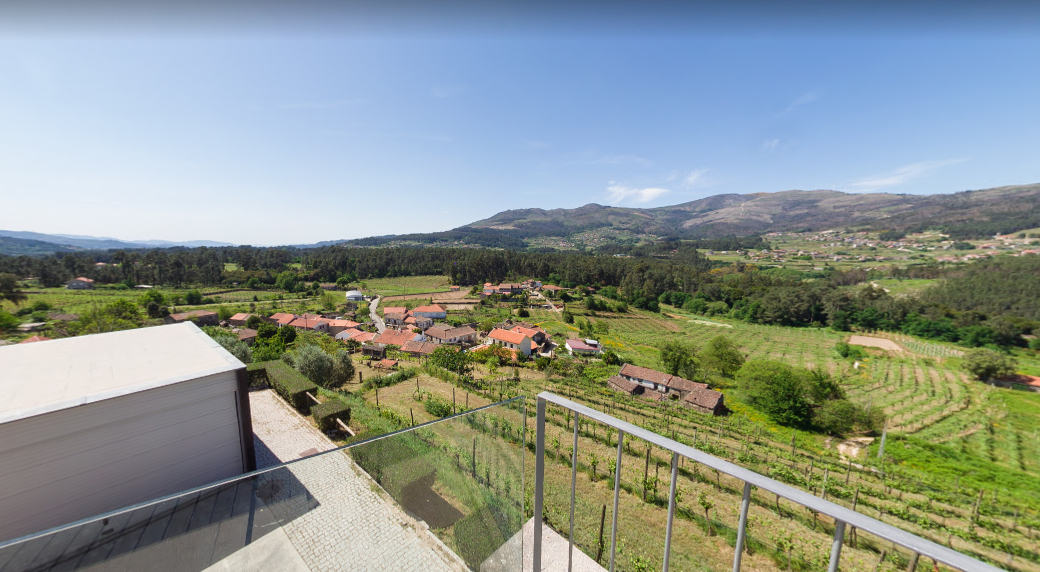
Quinta de Soalheiro
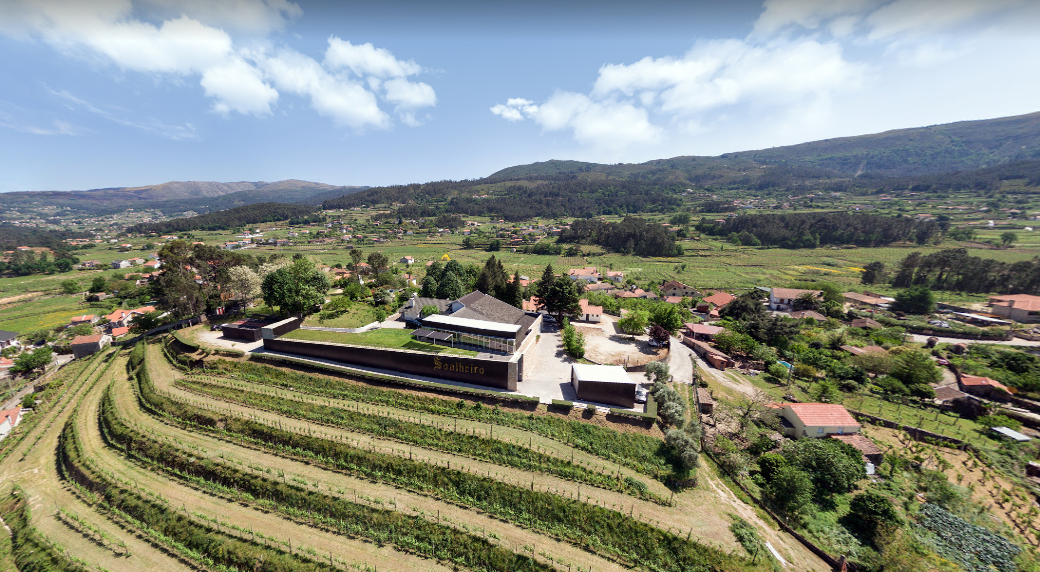
Quinta de Soalheiro

## Personalidades
Alvaredo é a terra natal de:
- Abel Fernandes, soldado do Batalhão de Infantaria nº 3, pertencente ao Corpo Expedicionário Português
- Adelino Joaquim Pereira Soares de Castro, escritor, jornalista, estudioso de etnografia moçambicana, fundador do museu de etnografia de Nampula
- António Besteiro, soldado do Batalhão de Infantaria nº 3, pertencente à brigada do Corpo Expedicionário Português
- Artur Domingues, soldado do 1º Esquadrão de Remonta - Escola de Equitação, do Corpo Expedicionário Português
- Avelino Fernandes, soldado do Batalhão de Infantaria nº 3, pertencente ao Corpo Expedicionário Português
- Nicolau de Souza Lobato, soldado chauffeur do Regimento de Cavalaria nº 4 do Corpo Expedicionário Português
- Pedro M. R. Ferreira, famoso praticante do jogo do pau e primeiro presidente da Federação Portuguesa do Jogo do Pau.